# Hygrotus quinquelineatus
Hygrotus quinquelineatus es una especie de escarabajo del género Hygrotus, familia Dytiscidae. Fue descrita científicamente por Zetterstedt en 1828.

## Distribución geográfica
Habita en Europa y norte de Asia (excepto China).